# Dankirke
Koordinaten: 55° 17′ 0″ N, 8° 42′ 20″ O
Dankirke ist ein eisenzeitlicher Siedlungsplatz, 400 m westlich von Egebæk, nahe der Nordsee und nahe Ribe im Südwesten von Jütland, in Dänemark. Er wurde zufällig bei der Suche nach Wikingerspuren der Siedlung Ribe gefunden. Zwei kleine Bereiche mit zusammen 3000 m² wurden von Elise Thorvildsen in den Jahren von 1965 bis 1970 ausgegraben. Die Funde stammen vom 2. Jahrhundert v. Chr. bis zum 8. Jahrhundert n. Chr. Das Inventar der germanischen Eisenzeit (in Mitteleuropa der römischen Kaiserzeit und der Völkerwanderungszeit) ist eindrucksvoll. 
Im östlichen Bereich wurde lediglich ein Haus ausgegraben. Im Nordosten des Hauses lagen Gruben und Pfostenlöcher. Im Westen wurden fünf Häuser und vier Brunnen zumindest teilweise ausgegraben. Die Häuser VIII, IV, III, VII und V (Va und Vb) stellen die Siedlungsfolge in zeitlicher Abfolge dar. Reiche Funde im Haus V, wo hauptsächlich Metall- und Glasartefakte entdeckt wurden, haben zu der Einschätzung geführt, dass Dankirke ein Macht- und Handelszentrum war. Gleichzeitig bestanden Gudme auf Fünen, Sorte Muld auf Bornholm, Åhus und Uppåkra bei Lund und Helgö und Maletofta in Schweden, sowie Zentren auf Öland und Gotland (z. B. Fröjel und Paviken).
Sowohl das Inventar als auch die Hauspläne weisen es als einen Platz aus, der mit ähnlichen Zentren frühen Handels (Sebbersund) vergleichbar ist. Auch die Menge der Funde stammt aus jener Zeit, in der parallel die Handelsplätze an der Ostsee bestanden. Wie im östlichen Dänemark kann auch hier kein Grund für den Beginn des Handels aufgezeigt werden. Eine landwirtschaftliche Produktion und die Rinderzucht muss im südwestlichen Jütland vorgeherrscht haben. Aber ein Wachstum von anderen Berufen ist in der Region auch zu beobachten. In Drengsted unweit von Dankirke sind Spuren einer Eisenproduktion gefunden worden. Der Platz bestand aus fast 200 Öfen, was den lokalen Bedarf weit überschritt. Im 7. Jahrhundert verlor Dankirke an Bedeutung. Dies macht es wichtig, die Dokumentation der Grabung und der Funde vorzulegen, die nie vollständig erfolgte. Einen Teil der Funde zeigt das Ribe VikingeCenter und das Wikingermuseum Ribe.